# Habib Bey Salimov
 (janvier 2018).
Le contenu est difficilement compréhensible vu les erreurs de traduction, qui sont peut-être dues à l'utilisation d'un logiciel de traduction automatique.
Habib bey Salimov (en azéri : Səlimov Həbib bəy Hacı Yusif oğlu) est un général de brigade, premier chef du quartier général de l'armée de la République démocratique d'Azerbaïdjan, parfois nommé « héros de la Guerre d'Askeran ».

## Biographie
Habib bey Salimov est né le 8 février 1881 à Erevan. Son père, Yusif Bey, était juge assesseur dans le gouvernement d'Erevan. Ayant reçu son éducation primaire au séminaire des enseignants d'Erevan, Habib Bey est diplômé du gymnase de cette ville. En août 1900, il se porte volontaire pour l'armée et sert dans le régiment de cavalerie de Yelizavetpol (actuellement Gandja) et reçoit le grade de sous-officier. Après avoir été diplômé d'une école de cavalerie à Tbilissi en 1902, il sert dans le troisième bataillon d’infanterie Caucasien en qualité de sous-lieutenant. En 1905, il est nommé adjudant du commandant du bataillon et en 1907 il est nommé commandant de la troisième compagnie de cette unité. En septembre de la même année, il reçoit l'Ordre de Saint-Vladimir. Entre 1908 et 1910, Habib Bey sert dans le cinquième bataillon de compagnie de fusiliers-voltigeurs du Caucase à la frontière avec le Nakhitchevan et est envoyé à Téhéran par ordre secret. Il reçoit le grade de capitaine en 1912. Plus tard, il est diplômé de l'École militaire d'état-major Nicolas de Saint-Pétersbourg.
Habib bey Salimov reçoit le grade de général de brigade par l'ordre du ministre de l'armée de la République démocratique d'Azerbaïdjan, le générale d'artillerie Samad Bey Mehmandarov du 26 février 1919 ; et à partir du mars 1920, il est renommé comme héros de la guerre d'Askeran.
En juillet 1919, sous le commandement du général de brigade Habib bey Salimov, les forces armées de Malakan et russo-arméniennes, qui ne voulaient pas reconnaître le gouvernement national azerbaïdjanais à Mughan et à Lankaran, furent détruites complètement. Un avion, vingt quatre canons et soixante mitrailleuses prises par lui à l'ennemi comme trophée sont remis à l'armée azerbaïdjanaise. Habib bey, qui a rendu Mughan et Lankaran dans son pays d'origine, est nommé gouverneur de cette région pour une courte période.
Le colonel turc Ruchdi Bey, qui était en Azerbaïdjan en 1918 au sein de l'armée islamique du Caucase, rappelle Habib bey comme un brave guerrier dans son livre Sur les grandes routes militaires de Bakou (dans le livre Collection militaire, 1934, no 93).
En tant que commandant du groupe sud avançant par le chemin de fer Gandja-Bakou, le gouvernement azerbaïdjanais apprécie la capacité d'organisation et le courage pendant les batailles contre les armées bolcheviques-dachnak de H. Salimov et lui donne le grade de colonel.
En 1919, le colonel Habib bey Salimov, qui souffrent de difficultés financières dans l'armée azerbaïdjanaise écrit avec regret : « Presque tous les soldats dans les provinces d'Azerbaïdjan se font aux dépens de la population locale, vivent dans une demi-vie même dans la grande ville riche comme Bakou, il n'y a rien a manger, il est impossible de donner aux soldats seulement la « soupe de farine »... Beaucoup de soldats du dixième régiment sont sans draps et chaussettes et il est impossible de créer l'armée sans nourriture, sans cheval, sans équipement ; le soldat sans nourriture et sans vêtements voudra échapper à la maison.
Les Bolcheviks abattent le général Selimov le 30 décembre 1920 à 10 h 30.